# Enrichment Technology
 (juin 2017).
Si vous disposez d'ouvrages ou d'articles de référence ou si vous connaissez des sites web de qualité traitant du thème abordé ici, merci de compléter l'article en donnant les références utiles à sa vérifiabilité et en les liant à la section « Notes et références ».
Enrichment Technology est une société qui conçoit, fabrique et installe des centrifugeuses à gaz. Celles-ci sont utilisées dans les usines d’enrichissement par les clients d’Enrichment Technology pour rendre l’uranium exploitable dans les réacteurs nucléaires.
Enrichment Technology conçoit et construit également des usines d’enrichissement de l’uranium pour ses clients. Ces équipements fonctionnent sur le principe de la technologie de centrifugation gazeuse. Enrichment Technology emploie près de 2 000 personnes sur sept sites répartis dans cinq pays : le Royaume-Uni, les Pays-Bas, l'Allemagne, les États-Unis et la France.

## Structure
Enrichment Technology est une coentreprise entre Urenco et Areva. Elle met sa technologie de centrifugation gazeuse à la disposition exclusive des filiales de ces deux actionnaires.
Les activités d’Enrichment Technology se répartissent en trois branches principales :
- Recherche et développement dans le domaine de la technologie de centrifugation gazeuse ;
- Fabrication de centrifugeuses et de tuyauteries de cascade ;
- Conception d’usines d’enrichissement, maîtrise d’ouvrage.

La coentreprise Enrichment Technology, fondée en 2006, est immatriculée au Royaume-Uni. Son siège social se trouve à Almelo, aux Pays-Bas.
Enrichment Technology Company Limited est la société de holding du groupe Enrichment Technology. Enrichment Technology possède actuellement cinq filiales implantées dans cinq pays, en Europe et aux États-Unis :
- Aux Pays-Bas : siège social et principal site de fabrication ;
- Au Royaume-Uni : centre pour la conception d’usines et la maîtrise d’ouvrage ;
- En Allemagne : site de fabrication et centre de recherche et développement ;
- En France : site de construction ;
- Aux États-Unis : site de construction.

## Histoire
Enrichment Technology a été créée en 2003 pour fournir à Urenco la technologie et les équipements de centrifugation.
En 2006, la société devient une coentreprise entre Areva et Urenco, devenant le leader du marché mondial de la technologie de l’enrichissement.

## La technologie de centrifugation gazeuse
La technique de centrifugation gazeuse utilise des centrifugeuses qui séparent différents isotopes d’uranium afin de pouvoir utiliser la forme enrichie dans un réacteur nucléaire.
Auparavant, différentes technologies étaient utilisées à cet effet : procédé au laser, séparation électromagnétique, diffusion thermique liquide et séparation par diffusion gazeuse. La technique de centrifugation consomme moins de 2 % de l’énergie nécessaire pour l’ancien procédé de diffusion gazeuse.

## Sources et Liens externes
- http://www.enritec.com